# Hetairoi

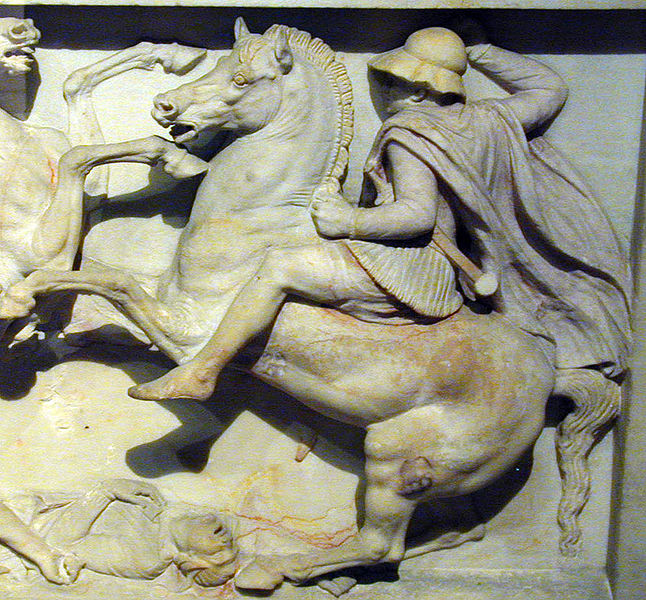
Een hetairos afgebeeld op de Alexandersarcofaag

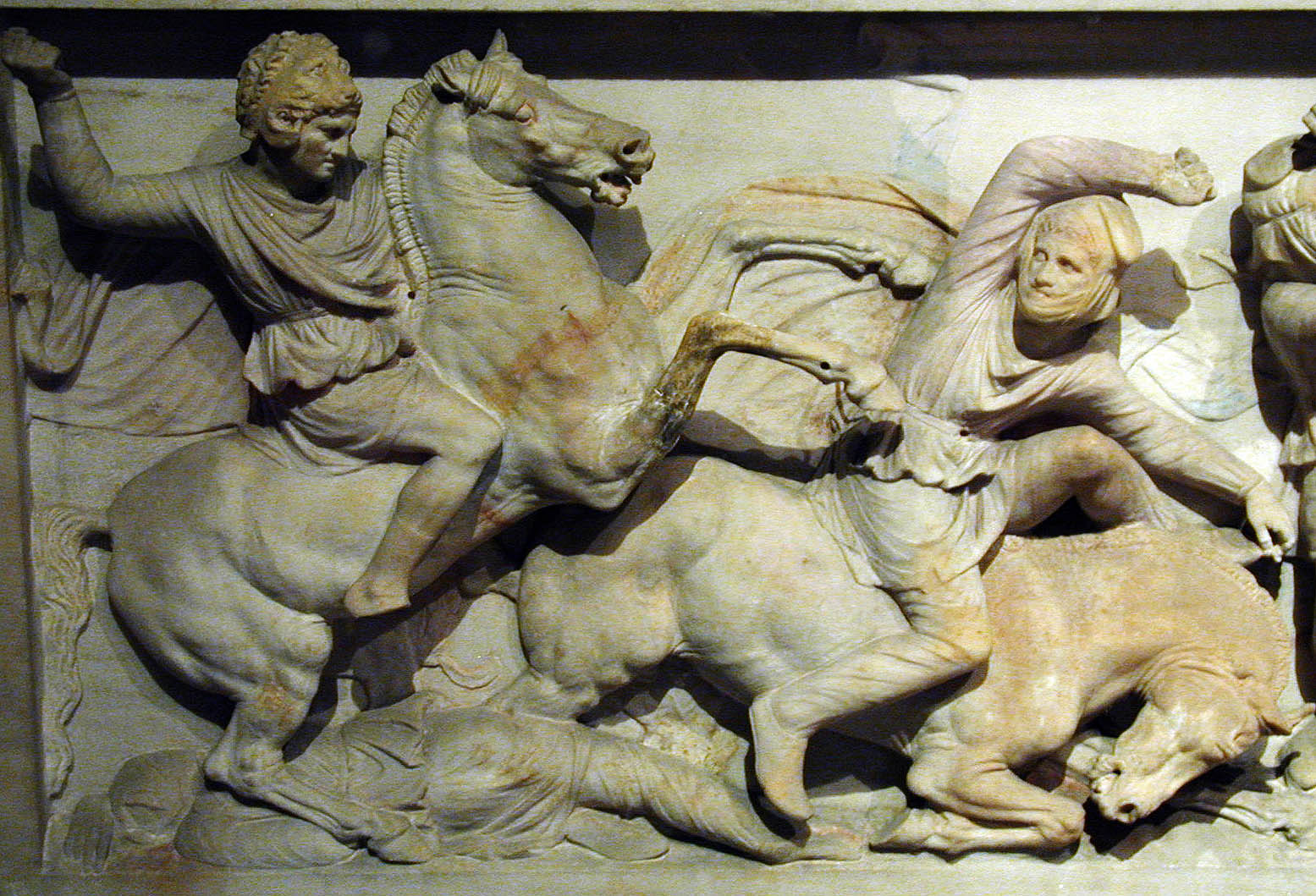
Alexander de Grote (links) afgebeeld op de Alexandersarcofaag

De hetairoi (Oudgrieks ἑταῖροι / hetairoi) waren Macedonische wapenbroeders van Alexander de Grote.
Rondom Alexander bevond zich een merkwaardig gevolg, hetairoi (wapenbroeders), geheten. Zij bestonden door de gehele Macedonische geschiedenis en konden zich tegenover de koning bepaalde vrijheden permitteren.
Het eskadron hetairoi telde 1500 man, voornamelijk afkomstig uit de Macedonische hogere kringen. Alexander was hun directe superieur en waar hij ook optrad en wat hij ook deed, altijd waren hetairoi in de buurt. De koning behandelde hen als vrienden die met hem op bijna gelijke voet stonden. De Hetairoi aarzelden niet hun prominente vriend op zijn fouten te wijzen, maar steunden hem wel met raad en daad.
Philippus II van Macedonië wist dat zijn hetairos Antipolis niet graag zag dat een koning dobbelde. Hij beoefende het spel dus alleen wanneer de ander uit de buurt was.
Ook voor een veldslag gaven de hetairoi de koning goede raad. Er werd wel natuurlijk geredetwist. Alexander gaf soms toe, maar meestal gaf hij de doorslag. Waakzaam bleven en vochten de hetairoi bij hun koning, zodat ze hem, bij het verloop van de slag hem nog goede raad zouden geven om het de strijd een andere wending te geven in hun voordeel.
De hetairoi werden ingezet als de elitecavalerie van het Macedonische leger. Ze hadden ook hun equivalent bij de infanterie: de Pezhetairoi.